# آکیورا سی‌اس‌ایکس
آکیورا سی‌اس‌ایکس (Acura CSX) خودرویی است که از سال ۲۰۰۵ تا کنون تولید شده‌است. طراحی آن خودروهای موتور جلو-محور جلو بوده طول آن در حالت طبیعی ۴٬۵۴۴ میلیمتر (۱۷۸٫۹ اینچ) و عرض آن در حالت طبیعی ۱٬۷۵۲ میلیمتر (۶۹٫۰ اینچ) است. سیستم جعبه‌دندهٔ آن ۶ دنده به دو صورت خودکار و دستی است.